# مایک جوهانس
مایک جوهانس (به انگلیسی: Michael Owen "Mike" Johanns) (زادهٔ ۱۸ ژوئن ۱۹۵۰) سناتور ایالت نبراسکا در سنای ایالات متحده آمریکا است که برای نخستین‌بار در ۳ ژانویه ۲۰۰۹ به‌عضویت این مجلس درآمد. وی در زمرهٔ سناتورهای گروه دوم است که به‌مدت ۴ سال در سنا حضور دارند و تا تاریخ ۳ ژانویه ۲۰۱۵ در این مجلس خواهد بود.